# Ellissocitosi ereditaria
L' ellissocitosi ereditaria  è una malattia autosomica dominante che causa un'alterazione caratteristica delle emazie. I globuli rossi assumono una forma ovale o ellittica. Tale disordine diventa a sua volta un fattore di rischio elevato per l'anemia emolitica.

## Clinica
I sintomi e i segni clinici mostrano dolore addominale, splenomegalia, fatica, dispnea, comparse di ulcere alle gambe. Anche se i sintomi possono ricordare la sferocitosi, esistono alcune forme di ellissocitosi che risultano asintomatiche.

## Eziologia
Tra le cause più frequenti vi è un'alterazione genetica della proteina chiamata spectrina, che rende impossibile il collegarsi con le altre proteine per creare le strutture utili agli esseri umani. Un'altra alterazione frequente in questi pazienti riguarda l'anchirina.

## Trattamento
Il trattamento prevede la splenectomia.